# New Blood (album Blood, Sweat & Tears)
New Blood – piąty album studyjny zespołu Blood, Sweat & Tears, wydany w październiku 1972 roku w Stanach Zjednoczonych nakładem Columbia Records jako LP.
30 grudnia 1972 roku album doszedł do 32. miejsca na liście Billboard 200.

## Album
New Blood jest pierwszym albumem Blood, Sweat & Tears nagranym po odejściu wokalisty Davida Claytona-Thomasa oraz głównych aranżerów: Dicka Halligana i Freda Lipsiusa. Materiał zarejestrowano  pod nadzorem Lou Waxmana w Columbia Recording Studios oraz 914 Sound Studios (utwory „Velvet” i „Touch Me”).

### Lista utworów
Lista i informacje według Discogs:
Side 1
| 1. | Down In The Flood B. Dylan harmonijka solo: Steve Katz                 | 4:18  |
|    |                                                                        |       |
| 2. | Touch Me T. Randazzo – V. Pike fortepian: Bobby Doyle                  | 3:32  |
|    |                                                                        |       |
| 3. | Alone Lou Marini gitara solo: Georg Wadenius, tuba solo: Dave Bargeron | 5:26  |
|    |                                                                        |       |
| 4. | Velvet J. Kent                                                         | 3:28  |
|    |                                                                        |       |
| 5. | I Can't Move No Mountains M. Gately – R. John                          | 2:55  |
|    |                                                                        |       |
|    |                                                                        | 19:39 |
|    |                                                                        |       |
Side 2
| 1. | Over The Hill D. Bargeron | 4:17  |
|    | |       |
| 2. | So Long Dixie B. Mann – C. Weil                                                                                                | 4:27  |
|    | |       |
| 3. | Snow Queen C. King – G. Goffin fortepian solo: Larry Willis, saksofon tenorowy solo: Lou Marini Jr., puzon solo: Dave Bargeron | 11:40 |
|    | |       |
| 4. | Maiden Voyage H. Hancock gitara i śpiew solo: Georg Wadenius                                                                   |       |
|    | |       |
|    | | 20:24 |
|    | |       |

### Muzycy
- Jim Fielder – gitara basowa, śpiew
- Bobby Colomby – perkusja, instrumenty perkusyjne, śpiew
- Steve Katz – gitara elektryczna, gitara elektryczna 12-strunowa, gitara akustyczna 6-strunowa, harmonijka ustna, śpiew
- Georg Wadenius – gitara elektryczna, gitara akustyczna (hiszpańska), śpiew
- Larry Willis – fortepian elektryczny, organy Hammonda, śpiew
- Jerry Fisher – główny wokal (oprócz „Velvet”)
- Lou Marini Jr. – saksofon sopranowy, saksofon altowy, saksofon tenorowy, flet, flet altowy, flet piccolo, śpiew
- Dave Bargeron – puzon tenorowy, puzon basowy, sakshorn barytonowy, tuba, instrumenty perkusyjne, śpiew
- Lew Soloff – trąbka, skrzydłówka, róg, róg barytonowy, flet piccolo, śpiew
- Chuck Winfield – trąbka, skrzydłówka, róg, śpiew

## Pozostałe informacje
- Bob Schulenberg – okładka
- Dean Torrence – logo pawia
- Bobby Colomby – producent (oprócz „Velvet” – Bill Schnee)

## Odbiór

### Opinie krytyków
Zdaniem Rossa Boissoneau z magazynu AllMusic do najjaśniejszych momentów albumu należą utwory: Touch Me ( z wokalem zespołu), Maiden Voyage (aranżacja) oraz Snow Queen z „rewelacyjnymi solówkami Dave’a Bargerona na puzonie i Lou Mariniego na saksofonie”.

### Listy tygodniowe
| Kraj              | Lista         | Pozycja |
| ----------------- | ------------- | ------- |
| Stany Zjednoczone | Billboard 200 | 32      |